# تورياصوريات
عظاءات تيروال (الاسم العلمي:†Turiasauria) هي فصيلة منقرضة من الزواحف تتبع كامراصوريات الشكل.

## الأجناس
- عظاءة تيروال
- عظاءة الأطلس